# Mijaíl Polishchuk
Mijaíl Mijáilovoch Polishchuk –en ruso, Михаил Михайлович Полищук– (Moscú, URSS, 10 de enero de 1989) es un deportista ruso que compitió en natación, especialista en el estilo libre.
Participó en dos Juegos Olímpicos de Verano, en los años 2008 y 2012, obteniendo una medalla de plata en Pekín 2008, en la prueba de 4 × 200 m libre.
Ganó una medalla de plata en el Campeonato Mundial de Natación de 2009 y dos medallas en el Campeonato Mundial de Natación en Piscina Corta de 2014.

## Palmarés internacional
| Juegos Olímpicos                    | Juegos Olímpicos | Juegos Olímpicos  | Juegos Olímpicos |
| Año                                 | Lugar            | Medalla           | Prueba           |
| ----------------------------------- | ---------------- | ----------------- | ---------------- |
| 2008                                | Pekín (China)    | Medalla de plata  | 4 × 200 m libre  |
| Campeonato Mundial                  |                  |                   |                  |
| Año                                 | Lugar            | Medalla           | Prueba           |
| 2009                                | Roma (Italia)    | Medalla de plata  | 4 × 200 m libre  |
| Campeonato Mundial en Piscina Corta |                  |                   |                  |
| Año                                 | Lugar            | Medalla           | Prueba           |
| 2014                                | Doha (Catar)     | Medalla de plata  | 4 × 100 m libre  |
| 2014                                | Doha (Catar)     | Medalla de bronce | 4 × 200 m libre  |